# Veneno (canción de La Renga)
«Veneno» es una canción de la banda La Negra, popularizada por la banda de Hard rock La Renga.
Es la pista número 9 del álbum Despedazado por mil partes.
Es la única canción de este álbum que no fue compuesta por Chizzo.